# 梁永福
梁永福（1892年—1973年），男，汉族，直隶（今河北）束鹿人，中国政治人物，曾任中华全国铁路总工会副主席，第三、四届全国政协委员。